# Sonet 145 (William Szekspir)

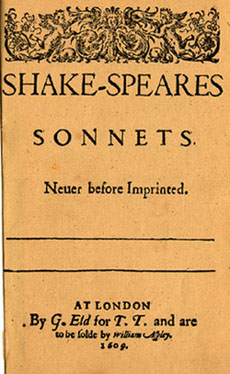
Strona tytułowa pierwszego wydania sonetów Shakespeare’a

Sonet 145 (Z warg, które miłość wyrzeźbiła) – jeden z najbardziej znanych spośród cyklu sonetów autorstwa Williama Shakespeare’a. Po raz pierwszy został opublikowany w 1609 roku.
Ze względu na jego błahy styl uważa się, że powstał wcześniej niż pozostałe. Mimo tego, że wczesne wydania zaliczają go do utworów skierowanych do tajemniczej damy, wielu badaczy uważa, że jego treść jest odnosi się do Anne Hathaway, żony pisarza.

## Treść
W sonecie tym podmiot liryczny, który przez niektórych badaczy jest utożsamiany z autorem, opisuje gniew, który wywołał u swojej ukochanej, ta jednak szybko mu wybaczyła.
Zażegnanie tego konfliktu opisane jest w zakończeniu dzieła:
To „Nienawidzę” precz od siebie
Pognała mówiąc: „Lecz nie ciebie”.

## Odniesienia do Anne Hathaway
W 1971 roku pojawiła się hipoteza, mówiąca, że bohaterką ostatnich dwóch wersów tego utworu może być Anne, żona pisarza ze Stratford. W oryginale jego treść brzmi:

„I hate” from hate away she threw,

And saved my life, saying „not you”.

Fraza hate away może stanowić odniesienie do nazwiska kobiety, brzmiącego Hathaway. Wyrażenie „And saved my life” (i ocaliła moje życie) w angielskiej wymowie brzmi bardzo podobnie jak „Anne saved my life” (Anne ocaliła moje życie).
Z oczywistych względów językowych ten zabieg pisarza nie jest widoczny po translacji na język polski.